# Gundabooka National Park
Gundabooka National Park är en park i Australien. Den ligger i delstaten New South Wales, i den sydöstra delen av landet, omkring 640 kilometer nordväst om delstatshuvudstaden Sydney. Gundabooka National Park ligger 127 meter över havet. Arean är 639 kvadratkilometer.
Trakten runt Gundabooka National Park är nära nog obefolkad, med mindre än två invånare per kvadratkilometer.. Det finns inga samhällen i närheten.
Omgivningarna runt Gundabooka National Park är i huvudsak ett öppet busklandskap. Genomsnittlig årsnederbörd är 375 millimeter. Den regnigaste månaden är februari, med i genomsnitt 76 mm nederbörd, och den torraste är oktober, med 2 mm nederbörd.